# Большая Красиловка
Большая Красиловка — упразднённое село в Курмангазинском районе Атырауской области Казахстана. На момент упразднения входило в состав Ганюшкинского сельсовета. В 1990-е годы присоединено к селу Курмангазы и исключено из учётных данных.

## География
Располагалось между ериками Шаронов и Пухлый.

## История
По данным на 1989 год входило в состав Ганюшкинского сельсовета Денгизского района. 

## Население
По данным всесоюзной переписи 1989 года в селе проживало 253 человека, основное население — казахи